# Ray-Güde Mertin
Ray-Güde Mertin, (Marburgo, 19 de julho de 1943 - Frankfurt, 13 de janeiro de 2007), foi uma professora, tradutora e agente literária alemã, responsavel pela divulgação de muitos autores portugueses, brasileiros, lusófonos e hispano-americanos no mercado de lingua alemã.
Durante oito anos, entre 1969 a 1977, foi professora de Língua e Literatura Alemã na USP e na UNICAMP, ao mesmo tempo que se inteirava da literatura em língua portuguesa.

Em 1982, voltando para a Alemanha, criou uma agência literária em Bad Homburg, próximo a Frankfurt, em que representava mais de cem autores. Lecionava, desde 1984, Literatura Brasileira na Universidade de Frankfurt. Sua tese de doutorado foi sobre a obra de Ariano Suassuna.

Traduziu diversos livros para o idioma alemão, como Essa Terra, de Antônio Torres, Perto do Coração Selvagem, de Clarice Lispector, Um Brasileiro em Berlim, de João Ubaldo Ribeiro, e Não Verás País Nenhum, de Ignácio de Loyola Brandão.
Entre seus agenciados, o mais famoso certamente é o ganhador do Prêmio Nobel de Literatura de 1998, o português José Saramago.